# Doro Merande
Doro Merande (* 31. März 1892 in Columbus, Kansas als Dora Mathews; † 1. November 1975 in Miami, Florida) war eine US-amerikanische Schauspielerin.

## Leben und Karriere
Die Tochter eines Pfarrers war früh verwaist und wuchs in Internaten auf. Sie wurde zunächst Musiklehrerin, zog dann aber nach New York, um es als Schauspielerin zu versuchen. Sie spielte zunächst in verschiedenen Theatergruppen, unter anderem in der des damals bekannten Theaterproduzenten Jules Leventhal, ehe sie 1922 den Sprung an den Broadway machte. Ihr Broadway-Debüt war 1922 das Stück Montmatre, bis zum Jahr 1969 sollte sie in insgesamt über zwei Dutzend Broadway-Produktionen spielen. In den 1930er-Jahren nahm sie den Künstlernamen Doro Merande an, nachdem sie zuvor noch unter ihrem eigentlichen Nachnamen Mathews aufgetreten war. Eine ihrer wichtigsten Theaterrollen war die der Dorf-Klatschbase Mrs. Soames in der Uraufführung von Thornton Wilders Theaterstück Unsere kleine Stadt. Weitere Auftritte hatte sie in The Rat Race neben Betty Field, in Apple of His Eye mit Walter Huston, in The Silver Whistle an der Seite von José Ferrer und in Mr. Belvedere Rings the Bell neben Clifton Webb. 1965 war sie in dem Musical The Music Man in New York als Bürgermeistersfrau Eulalie Shinn zu sehen.
Mit einem hageren Gesicht und einer „schwankend“ klingenden Stimme wurde Merande schon früh auf Charakterrollen besetzt, beispielsweise auf das Dienstmädchen, die alte Jungfer, die Krankenschwester oder die Bibliothekarin. Oft waren ihre Rollen komisch konnotiert, ihre Figuren wirkten oft sauertöpfisch oder weinerlich. Ihr Filmdebüt machte Merande bereits im Jahr 1928, doch in den folgenden zweieinhalb Jahrzehnten blieben weitere Auftritte vor der Kamera zunächst selten. Ausnahmen waren Unsere kleine Stadt (1940) und Mr. Belvedere Rings the Bell (1951), Verfilmungen von Theaterstücken unter ihrer Beteiligung. Ab den 1950er-Jahren spielte sie häufiger im US-Fernsehen, wobei sie in der Serie Bringing Up Buddy als altjüngferliche Tante Iris Flower auch eine der drei Hauptrollen innehatte.
Im fortgeschrittenen Alter intensivierte Merande ihre Auftritte in Kinofilmen und wirkte an vier Filmen unter Regie von Otto Preminger mit, darunter als Nachbarin der Hauptfiguren in dem Drama Der Mann mit dem goldenen Arm (1955) und als Bürgermeisterin in der Hippie-Komödie Skidoo (1968). Eine markante komödiantische Rolle hatte sie als lautmäulige Haushälterin in der Komödie Die Nervensäge (1959) an der Seite von Glenn Ford und Debbie Reynolds. Zudem spielte sie in drei Filmen von Billy Wilder: als Kellnerin eines vegetarischen Restaurants in Das verflixte 7. Jahr (1955), als Mrs. Pettibone in Küss mich, Dummkopf (1964) und in ihrer letzten Filmrolle als Putzfrau Jennie in Extrablatt (1974, Originaltitel The Front Page). Das mehrfach verfilmte Bühnenstück The Front Page von Ben Hecht und Charles MacArthur beschloss dabei im doppelten Sinne ihre Karriere, da sie ihren letzten Broadway-Auftritt 1969 ebenfalls in einer Produktion von Front Page als Jennie hatte.
Die unverheiratete Merande starb am 1. November 1975 in Florida, wohin sie von ihrem Wohnort New York für einen geplanten Auftritt in einem Fernsehspecial mit Jackie Gleason gereist war. Die Schauspielerin machte um ihr Alter stets ein Geheimnis und so nahm die New York Times in ihrem Nachruf an, dass sie in ihren Siebzigern gewesen sei, doch in Wirklichkeit war sie bereits 83 Jahre alt.

## Filmografie (Auswahl)
- 1928: Interference
- 1933: Jahrmarktsrummel (State Fair)
- 1933: Zoo in Budapest
- 1935: Navy Wife
- 1939: The Star Marker
- 1940: Unsere kleine Stadt (Our Town)
- 1948: Die Schlangengrube (The Snake Pit)
- 1949: Cover Up
- 1951: Mr. Belvederes zweite Jugend (Mr. Belvedere Rings the Bell)
- 1951: The Whistle at Eaton Falls
- 1953–1954: Kraft Television Theatre (Fernsehserie, 4 Folgen)
- 1955: Das verflixte 7. Jahr (The Seven Year Itch)
- 1955: Der Mann mit dem goldenen Arm (The Man with the Golden Arm)
- 1956–1957: Valiant Lady (Fernseh-Seifenoper, 440 Folgen)
- 1958: Alfred Hitchcock präsentiert (Alfred Hitchcock Presents, Fernsehserie, Folge 4x12)
- 1959: Der ehrbare Bigamist (The Remarkable Mr. Pennypacker)
- 1959: Die Nervensäge (The Gazebo)
- 1960–1961: Bringing Up Buddy (Fernsehserie, 36 Folgen)
- 1962: Preston & Preston (The Defenders, Fernsehserie, Folge 2x01)
- 1963: Twilight Zone (Fernsehserie, Folge 4x18 Der Barde)
- 1963: Der Kardinal (The Cardinal)
- 1964: Küss mich, Dummkopf (Kiss Me, Stupid)
- 1966: Die Russen kommen! Die Russen kommen! (The Russians Are Coming, the Russians Are Coming)
- 1967: Morgen ist ein neuer Tag (Hurry Sundown)
- 1968: Skidoo
- 1969: Ein himmlischer Schwindel (Change of Habit)
- 1970: The Front Page (Fernsehfilm)
- 1971: Making It
- 1974: Extrablatt (The Front Page)